# جلال الحمداوي
جلال الحمداوي (مواليد (9 سبتمبر 1978) هو مغني وكاتب أغاني وموزع موسيقي مغربي. يعتبر أهم وأبرز الموسيقيين الشباب المغاربة في عالم الموسيقى الشبابية العصرية على المستوى العربي.

## وصلات خارجية
- جلال حمداوي السيرة